# Bother
Bother is een nummer van de Amerikaanse metalband Stone Sour uit 2003. Het is de tweede single van hun titelloze debuutalbum. Daarnaast is het nummer ook terug te vinden op de soundtrack van Spider-Man.
Het nummer werd enkel in de Verenigde Staten, het Verenigd Koninkrijk, Oceanië en het Nederlandse taalgebied een bescheiden succes. In de Amerikaanse Billboard Hot 100 haalde het de 56e positie. In de Nederlandse Top 40 haalde het de 25e positie, en in de Vlaamse Ultratop 50 de 42e.